# Toffifee
Toffifee is een chocoladesnoepje geproduceerd door August Storck. Toffifee kwam in 1973 op de Duitse markt. Daarna breidde het snel uit naar omliggende Europese landen.

## Samenstelling
Toffifee bestaat voor 41% uit karamel, 37% pralinécrème, 12% chocolade en 10% hazelnoot.